# Bienville National Forest
Der Bienville National Forest ist ein in Mississippi gelegener National Forest. Das 723 km² große Gebiet wurde 1934 gegründet, indem die Wälder direkt von den örtlichen Holzfirmen gekauft wurden. Es wurde nach Jean-Baptiste Le Moyne de Bienville benannt. Wie alle National Forests ist er im Bundesbesitz und wird intensiv forstwirtschaftlich genutzt.

## Erholungsangebot
Innerhalb des Gebietes gibt es diverse Freizeit- und Erholungsangebote. Neben mehreren Campingplätzen bietet der Wald viele Gelegenheiten zum Angeln und für die Jagd. Die diversen Seen und Flüsse sind beliebte Plätze für Wassersport.
Mit dem Moore Fire Tower liegt ein Historic Place im Schutzgebiet.

## Flora und Fauna
Der Wald besteht hauptsächlich aus Weihrauch-Kiefer, Fichtenkiefer und Sumpf-Kiefer. Zudem kommen mehrere Eichenarten vor.
Bekannt ist das Gebiet vor allem für seinen Vogelreichtum. Über 170 verschiedene Vogelarten kommen im Wald vor. Darunter Virginiawachtel, Truthuhn, oder Kokardenspecht.